# Port lotniczy Samarkanda

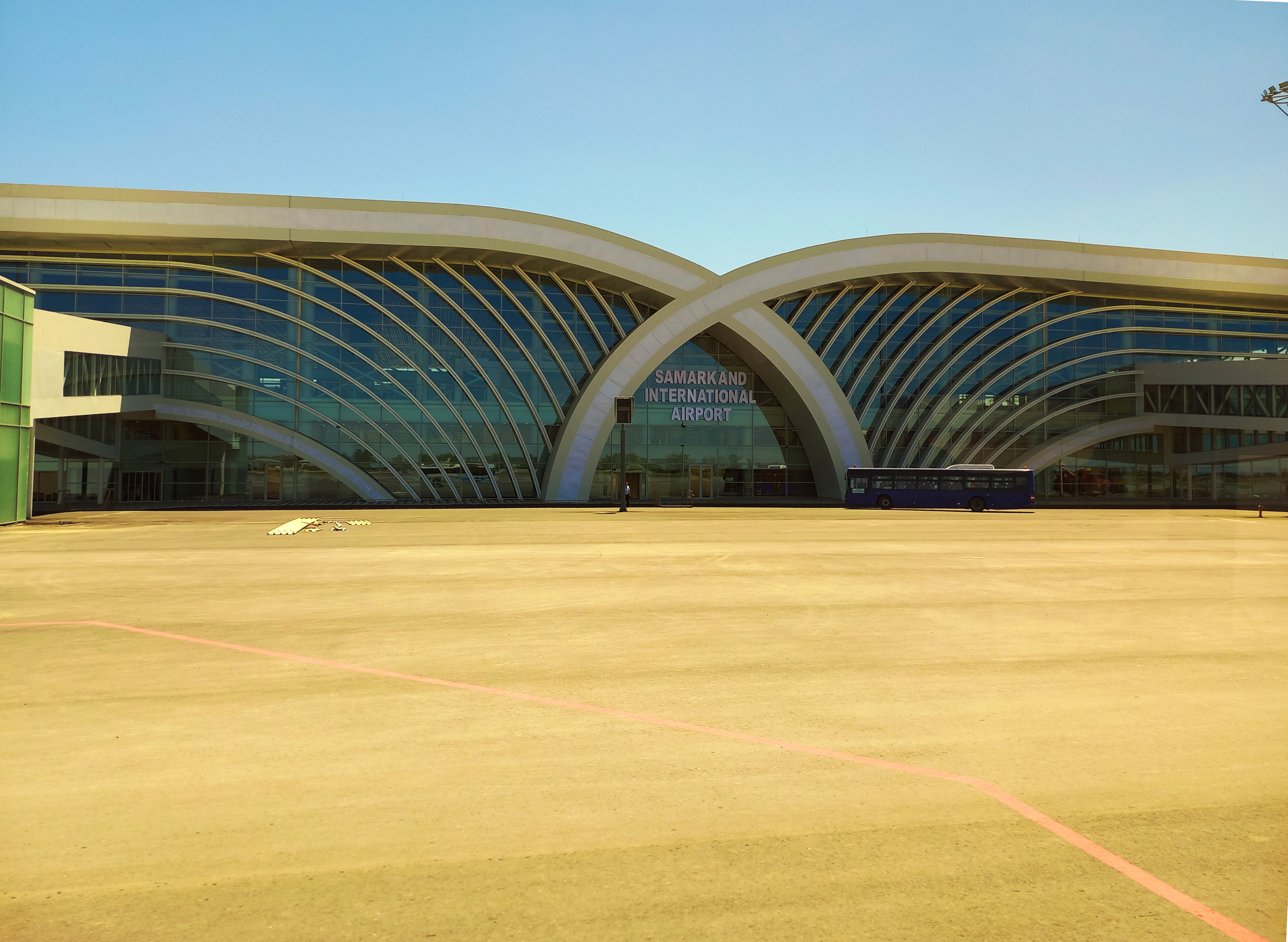
Terminal lotniska

Port lotniczy Samarkanda – międzynarodowy port lotniczy położony w Samarkandzie, w Uzbekistanie. Jest to trzeci co do wielkości port lotniczy Uzbekistanu.

## Wybrane linie lotnicze i połączenia
- Domodedovo Airlines (Moskwa-Domodiedowo)
- Rossiya Airlines (Sankt Petersburg)
- Uzbekistan Airways (Moskwa-Domodiedowo, Sankt Petersburg, Symferopol, Taszkent)
- Wizz Air (Abu Dhabi)